# Biomarkör
En biomarkör eller en biologisk markör är en mätbar indikator av ett biologiskt tillstånd. Uttrycket kan också användas som en substans som indikerar närvaro av en organism. Dessutom så avger varje liv en unik uppsättning ämnen bland annat DNA, som bevis på att organismen har varit där.
Biomarkörer används i olika sammanhang där man ska följa återkopplingen från biologiska eller patogena processer. Man kan också följa hur olika mediciner verkar i kroppen genom att följa biomarkörers tillstånd. Termen biomarkör används i många vetenskapliga områden.